# Tour der neuseeländischen Rugby-Union-Nationalmannschaft nach Australien 1951
| Tour der All Blacks nach Australien 1951 | Tour der All Blacks nach Australien 1951 | Tour der All Blacks nach Australien 1951 | Tour der All Blacks nach Australien 1951 | Tour der All Blacks nach Australien 1951 |
| Übersicht                                | S                                        | G                                        | U                                        | N                                        |
| ---------------------------------------- | ---------------------------------------- | ---------------------------------------- | ---------------------------------------- | ---------------------------------------- |
| Test Matches                             | 03                                       | 03                                       | 0                                        | 0                                        |
| Sonstige Spiele                          | 10                                       | 10                                       | 0                                        | 0                                        |
| Gesamt                                   | 13                                       | 13                                       | 0                                        | 0                                        |
|                                          |                                          |                                          |                                          |                                          |
| Australien                               | 03                                       | 03                                       | 0                                        | 0                                        |

Die Tour der neuseeländischen Rugby-Union-Nationalmannschaft nach Australien 1951 umfasste eine Reihe von Freundschaftsspielen der All Blacks, der Nationalmannschaft Neuseelands in der Sportart Rugby Union. Das Team reiste im Juni und Juli 1951 durch Australien, wobei es 13 Spiele bestritt. Dazu gehörten drei Test Matches gegen die Wallabies und ein Spiel in Neuseeland zum Abschluss. Die Neuseeländer entschieden sämtliche Spiele für sich und eroberten den Bledisloe Cup zurück, den sie 1949 verloren hatten.

## Spielplan
- Hintergrundfarbe grün = Sieg

(Test Matches sind grau unterlegt; Ergebnisse aus der Sicht Neuseelands)
| #  | Datum         | Gegner                        | Ort         | Stadion                  | Ergebnis |
| -- | ------------- | ----------------------------- | ----------- | ------------------------ | -------- |
| 01 | 11. Juni 1951 | City of Newcastle             | Newcastle   | Newcastle Sports Ground  | 20:6     |
| 02 | 16. Juni 1951 | New South Wales Waratahs      | Sydney      | Sydney Showground        | 24:3     |
| 03 | 20. Juni 1951 | Australian United Services    | Sydney      | North Sydney Oval        | 15:6     |
| 04 | 23. Juni 1951 | Australien                    | Sydney      | Sydney Cricket Ground    | 8:0      |
| 05 | 27. Juni 1951 | Central-Western Districts     | Parkes      | Parkes Ground            | 65:6     |
| 06 | 30. Juni 1951 | Australia XV                  | Melbourne   | Melbourne Cricket Ground | 56:11    |
| 07 | 04. Juli 1951 | Combined XV                   | Wagga Wagga | Cricket Ground           | 48:10    |
| 08 | 07. Juli 1951 | Australien                    | Sydney      | Sydney Cricket Ground    | 17:11    |
| 09 | 11. Juli 1951 | New England                   | Armidale    | Armidale Showground      | 49:6     |
| 10 | 14. Juli 1951 | Queensland Reds               | Toowoomba   | Athletic Oval            | 19:9     |
| 11 | 18. Juli 1951 | Brisbane                      | Brisbane    | Brisbane Cricket Ground  | 29:9     |
| 12 | 21. Juli 1951 | Australien                    | Brisbane    | Brisbane Cricket Ground  | 16:6     |
| 13 | 24. Juli 1951 | Auckland Rugby Football Union | Auckland    | Eden Park                | 9:3      |

## Test Matches
| 23. Juni 1951 | Australien | 0 : 8         | Neuseeland                                                     | Sydney Cricket Ground, Sydney Zuschauer: 17.110 Schiedsrichter: Harold Tolhurst (Australien) |
| 23. Juni 1951 |            | (0:8) Bericht | Versuche: Skinner Erhöhungen: Cockerill Straftritte: Cockerill | Sydney Cricket Ground, Sydney Zuschauer: 17.110 Schiedsrichter: Harold Tolhurst (Australien) |

Aufstellungen:
- Australien: Jack Baxter, Cyril Burke, Alan Cameron, Neville Cottrell, Clarence Davis, Keith Gudsell, Rex Mossop, Conrad Primmer, Peter Rothwell, Nicholas Shehadie, John Solomon, Edgar Stapleton, Richard Tooth, Colin Windon, Keith Winning
- Neuseeland: Maurice Cockerill, Bob Duff, Percy Erceg, Laurie Haig, Ron Jarden, Peter Johnstone , Thomas Lynch, Bill McCaw, Edward Robinson, Kevin Skinner, Brian Steele, John Tanner, Richard White, Hector Wilson, Norman Wilson

| 7. Juli 1951 | Australien                                                          | 11 : 17       | Neuseeland                                                                  | Sydney Cricket Ground, Sydney Zuschauer: 17.274 Schiedsrichter: Harold Tolhurst (Australien) |
| 7. Juli 1951 | Versuche: Shehadie Tooth Erhöhungen: Rothwell Straftritte: Rothwell | (3:9) Bericht | Versuche: Jarden (2) Lynch N. Wilson Erhöhungen: Cockerill Dropgoals: Lynch | Sydney Cricket Ground, Sydney Zuschauer: 17.274 Schiedsrichter: Harold Tolhurst (Australien) |

Aufstellungen:
- Australien: Jack Baxter, Neil Betts, Dave Brockhoff, Cyril Burke, Alan Cameron, Neville Cottrell, Keith Cross, Clarence Davis, Keith Gudsell, Peter Rothwell, Nicholas Shehadie, John Solomon, Edgar Stapleton, Richard Tooth, Colin Windon
- Neuseeland: Maurice Cockerill, Bob Duff, Percy Erceg, Laurie Haig, Ron Jarden, Peter Johnstone , Thomas Lynch, Bill McCaw, Edward Robinson, Kevin Skinner, Brian Steele, John Tanner, Richard White, Hector Wilson, Norman Wilson

| 21. Juli 1951 | Australien                     | 6 : 16         | Neuseeland                                                 | Brisbane Cricket Ground, Brisbane Zuschauer: 4.800 Schiedsrichter: Tom Moore (Australien) |
| 21. Juli 1951 | Straftritte: Cottrell Rothwell | (3:11) Bericht | Versuche: Bell Haig Lynch Tanner Erhöhungen: Cockerill (2) | Brisbane Cricket Ground, Brisbane Zuschauer: 4.800 Schiedsrichter: Tom Moore (Australien) |

Aufstellungen:
- Australien: Neil Betts, Dave Brockhoff, Cyril Burke, Alan Cameron, Neville Cottrell, Keith Cross, Clarence Davis, Keith Gudsell, Conrad Primmer, Peter Rothwell, Nicholas Shehadie, Edgar Stapleton, Murray Tate, Richard Tooth, Colin Windon
- Neuseeland: Raymond Bell, Maurice Cockerill, Bob Duff, Percy Erceg, Laurie Haig, Peter Johnstone , Thomas Lynch, Bill McCaw, Edward Robinson, Kevin Skinner, Brian Steele, John Tanner, Richard White, Hector Wilson, Norman Wilson